# Venus von Sireuil

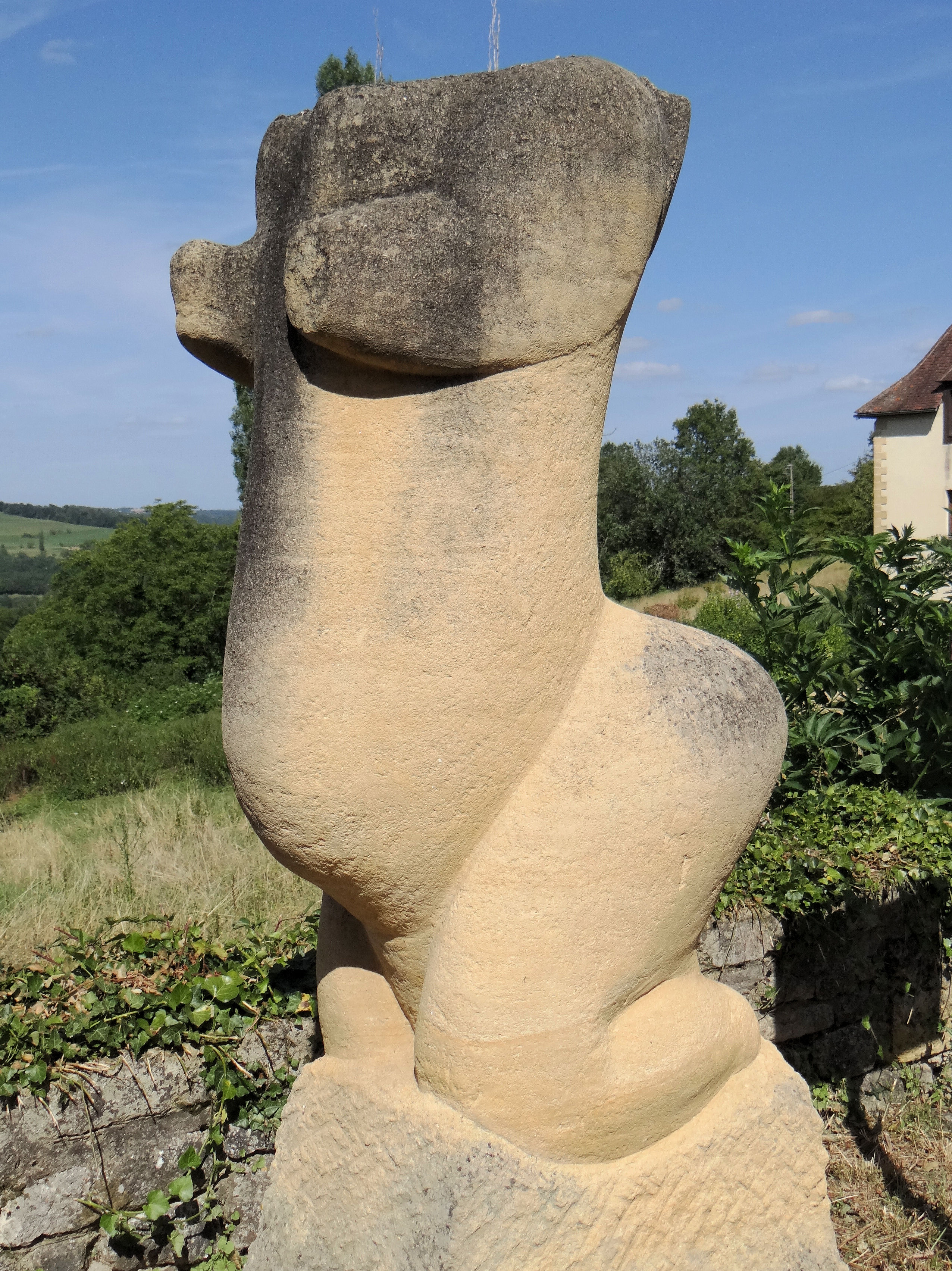
Replik der Vénus von Sireuil

Die Venus von Sireuil ist eine aus Kalzit verfertigte Venusfigurine, die im Jahre 1900 von M. Prat in einer Wagenspur in vermutlich sekundärer Lagerung auf dem Gebiet der Gemeinde Sireuil, im Departement Dordogne in Frankreich, gefunden wurde.
Die Figur ist 9 cm hoch und besteht, wie die Venus von Tursac, aus rötlich schimmerndem Kalzit. Dargestellt ist eine weibliche Person ohne Kopf. Ob dieser abgebrochen oder nicht dargestellt wurde, ist jedoch nicht eindeutig zu bestimmen. Die kurzen Arme liegen eng und verhältnismäßig hoch am Oberkörper an. Hände sind entweder nicht dargestellt oder aber abgebrochen. Kleine und sehr weit oben am Oberkörper dargestellte Brüste ermöglichen bei dieser Figur eine eindeutige Geschlechtszuweisung. Die Beine sind ähnlich wie bei der Venus von Tursac unter bzw. vor dem Unterkörper angewinkelt. Das Gesäß ist steil nach oben bzw. hinten gereckt. Nach medizinischer Betrachtung handelt es sich hierbei um eine ausgeprägte Lumballordose. Der Körper ist leptomorph, und es besteht die Möglichkeit, dass die dargestellte Frau schwanger ist. Es wird vermutet, dass die Figur entweder von demselben Künstler wie die Venus von Tursac geschaffen wurde oder aber zumindest in derselben künstlerischen Tradition/„Schule“ anzusiedeln ist. Es ist deshalb anzunehmen, dass sie wie diese dem Gravettien zuzuordnen ist. Der Fund wird heute im Musée des Antiquités Nationales in Saint-Germain-en-Laye verwahrt.